# اچ‌ام‌اس ساوت‌همپتون (دی۹۰)
اچ‌ام‌اس ساوت‌همپتون (دی۹۰) (به انگلیسی: HMS Southampton (D90)) یک کشتی بود که طول آن ۱۲۵ متر (۴۱۰ فوت) بود. این کشتی در سال ۱۹۷۹ ساخته شد.